# Karboxyhemoglobin
Karbonylhemoglobin (COHb) (chemicky často nesprávně označovaný jako karboxyhemoglobin) je stabilní komplex oxidu uhelnatého a hemoglobinu, který vzniká v červených krvinkách při vdechování oxidu uhelnatého nebo jeho produkci normálním metabolismem. Brání přenosu kyslíku v těle. Kouření tabáku zvyšuje (vdechováním oxidu uhelnatého) hladinu COHb v krvi oproti normální koncentraci až několikanásobně. COHb je světle (třešňově) červený.

## Oxid uhelnatý jako jed
Oxid uhelnatý se na hemoglobin váže silněji než kyslík (zhruba 240:1), proto COHb nemůže uvolnit oxid uhelnatý a hemoglobin není k dispozici pro přenos kyslíku z plic do zbytku těla.
Při konverzi velkého množství hemoglobinu na COHb je účinek smrtelný. Stav se v medicíně označuje jako karboxyhemoglobinémie nebo otrava oxidem uhelnatým. Menší množství COHb vede k nedostatku kyslíku a následkem toho k únavě, závratím a bezvědomí.
Poločas COHb v krvi je 4 až 6 hodin, ovšem při otravách ho lze zredukovat na 70–35 minut podáváním čistého kyslíku (kratší čas se dosáhne při podávání kyslíku s 4–5 % oxidu uhličitého, který způsobuje hyperventilaci).
COHb zvyšuje riziko srážení krve. Toto je zřejmě mechanismus, kterým kouření zvyšuje riziko ischemické nemoci.
Děti těhotných kuřaček mohou mít nižší porodní váhu. Jednou z teorií je, že hemoglobin plodu váže oxid uhelnatý snadněji než hemoglobin dospělých, proto plod trpí hypoxií, což potenciálně zpomaluje jeho vývoj.

## Oxid uhelnatý jako normální metabolit
V biologii vzniká oxid uhelnatý přirozeně účinkem hemoxygenázy 1 a 2 na hem při rozpadu hemoglobinu. Tento proces produkuje určité množství karbonylhemoglobinu u normálních lidí, i pokud nevdechují žádný oxid uhelnatý.
Po první zprávě z roku 1993, že je oxid uhelnatý normální neurotransmiter a že je také jeden ze tří plynů, které přirozeně modulují zánětlivé reakce v těle (zbývající dva jsou oxid dusnatý a sulfan), přitáhl oxid uhelnatý velkou pozornost v klinické praxi jako biologický regulátor. Je známo, že v mnoha tkáních působí všechny tři uvedené plyny jako protizánětlivé látky, vazodilatancia a urychlovače novotvorby cév. Tkáně jsou ovšem složité a novotvorba cév není vždy přínosná, protože hraje důležitou roli i při růstu nádorů a též při škodách vzniklých mokrou makulární degenerací, nemocí, u které kouření (hlavní zdroj oxidu uhelnatého v krvi, mnohem významnější než přirozená produkce) zvyšuje riziko čtyřikrát až šestkrát.

## Oxid uhelnatý jako příznivě působící látka a potenciální léčivo
V mnoha laboratořích po celém světě byly prováděny studie protizánětlivých a cytoprotektivních vlastností oxidu uhelnatého. Tyto vlastnosti by mohly být potenciálně využity k prevenci rozvoje patologických podmínek, například ischemicko-reperfuzivního poškození, odmítání transplantátů, atherosklerózy, závažné sepse, malárie a autoimunitních onemocnění. Byly prováděny i klinické testy na lidech, ovšem výsledky zatím nebyly vydány.